# 野村愛正
野村 愛正（のむら あいせい、1891年8月21日 - 1974年7月6日）は、日本の小説家・脚本家・連句人。本名は「ちかまさ」だが小さい頃から「あいせい」と呼ばれそれを筆名とした。

## 略歴

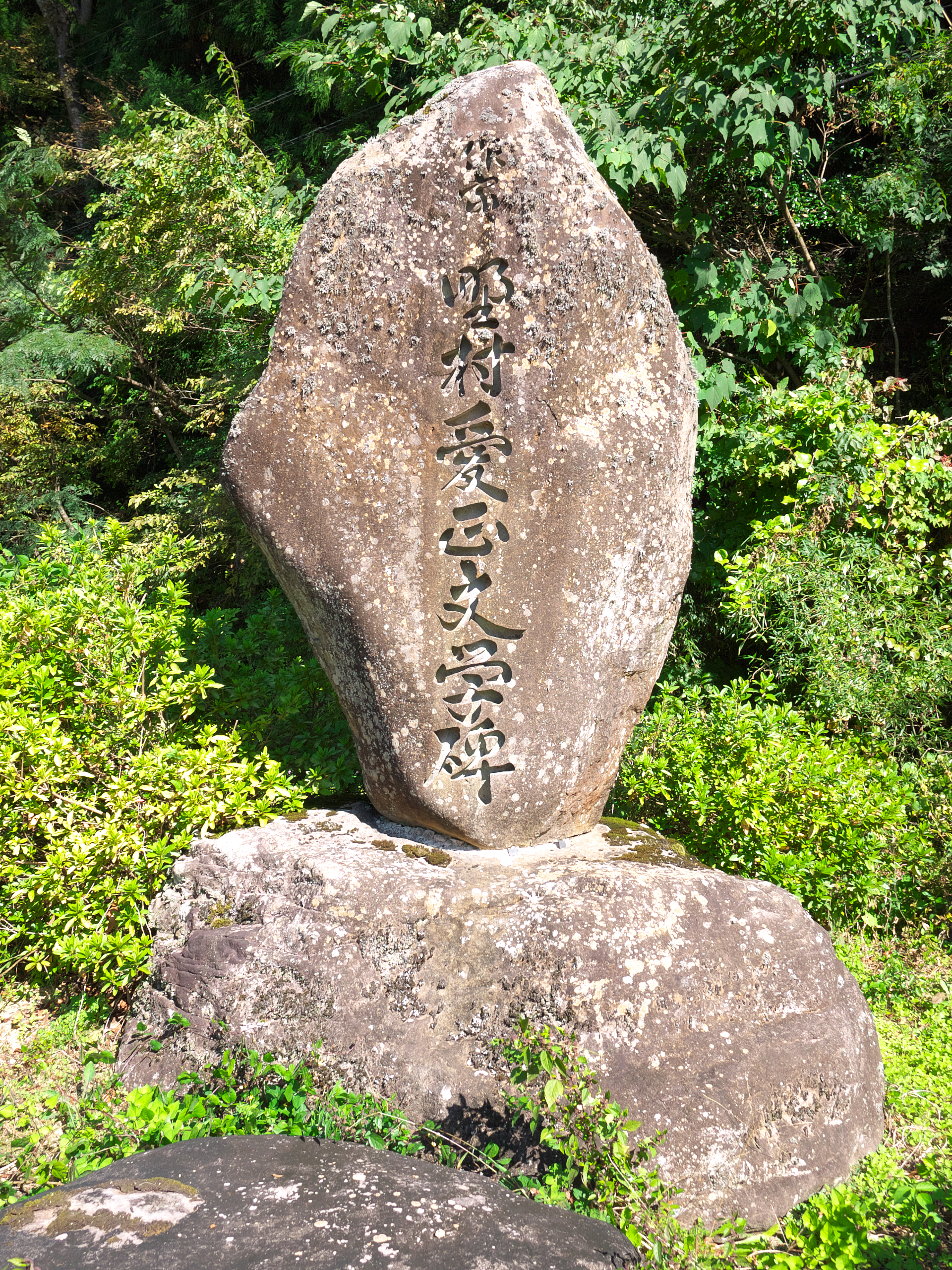
野村愛正文学碑
（鳥取市国府町楠城）

1891年（明治24年）8月21日、鳥取県法美郡大茅村大字楠城村（後の岩美郡国府町大字楠城、現在の鳥取市国府町楠城）生まれ。鳥取中学（現鳥取県立鳥取西高等学校）を病気のため中退し、鳥取新報社（新日本海新聞社の前身）に入社。1913年（大正2年）上京し文学の道に入る。有島武郎に師事し『新潮』『中央公論』などに小説を執筆。
1917年（大正6年）、27歳のときに大阪朝日新聞が本社落成記念として募集した懸賞小説に応募し、『明ゆく路』で一位を獲得した。『三国志物語』（1940年、大日本雄弁会講談社刊行）は一世を風靡し三国志ブームの魁となった。著作は50冊を数える。また映画の脚本家としても活躍した。
日中戦争が激しさを増す1938年（昭和13年）、著名な作家らがペン部隊を編成して戦地に赴く中、野村も海軍に従軍願いを申請、同年10月までに認められている。戦争が激化した1944年（同19年）には帰郷し宇倍野村大字美歎に疎開、児童雑誌『山びこ』を中心に文学指導にあたったが物資不足等により5号で廃刊、1949年（同24年）に東京へ戻る。
1974年（昭和49年）7月6日、心不全により東京都内で死去、82歳没。出身地の国府町楠城（現在の因幡万葉湖付近）には翌1975年（同50年）11月に「野村愛正文学碑」が建立された。

## 連句人として
連句人としては生まれつき耳が大きかったことから牛耳という俳号を使用していた。1943年根津芦丈に会い連句を知る。1953年頃海音寺潮五郎亭でひらかれた「ゴーロー連句会」を指導。1959年に結成された都心連句会では推されて捌きを担当。1973年に結成された義仲寺連句会を指導し、林空花、高鳥南万子、石川宏作、鈴木三余、わだとしお（村野夏生）、星野石雀等五十余人の連句実作者を養成した。

## 著書
- 『明ゆく路 大阪朝日新聞懸賞一等入選』新潮社 1918
- 『土の霊 他二篇』新潮社 新進作家叢書 1918
- 『黒い流』新潮社 1919
- 『大地に立つ』春陽堂 日本小説文庫 1932
- 『虹の冠』春陽堂 少年文庫 1932
- 『木村久太郎翁』編 木村国治 1938
- 『豊臣秀吉』偕成社 偉人物語文庫 1941
- 『海をひらく 長編小説』東光堂 1942
- 『少年フイリッピン史』長谷川路可絵 宋栄堂 1942
- 『ダバオの父太田恭三郎』偕成社 伝記文庫 1942
- 『ヒマラヤの牙 探検科学小説』田中宋栄堂 1942
- 『海獸 長篇小説』忠文館 1943
- 『灯台の娘』大仙書房 1943
- 『北畠親房』偕成社 1944
- 『鯨とともに 長篇小説』大鐙閣 1944
- 『魔境の怪都』唄野蛾生絵 むさし書房 1948
- 『密牢の叫び』田中良絵　偕成社 1948
- 『魔境千里 冒險物語』大日本雄弁会講談社 1949
- 『少年太閤記 日吉丸の卷』弘文社 1950
- 『少年猛獣狩 三兄弟の冒険記』鈴木御水絵 講談社 1950
- 『カムチヤッカの鬼』学風書院 世界ドキュメンタリー文庫 1956
- 『髑髏の開拓地』学風書院 世界ドキュメンタリー文庫 1957
- 『南海の快男児』矢島健三絵 講談社 少年少女日本歴史小説全集 1957
- 『海の奇談』大陸書房 1968
- 『泉は放射線に流れる』野村愛正遺作出版顕彰会 1976
- 『海釣り奇談』大陸書房 1978
- 『摩天楼―野村牛耳連句集』1975

### 翻訳・再話
- アレクサンドル・デュマ・ペール『巖窟王』大日本雄辯會講談社 1937
- 『三國志物語』大日本雄辯會講談社 1940
- フランク・バレツト『山と水』大日本雄辯會講談社 世界名作物語 1941
- ジャック・ロンドン『白い牙』偕成社 1946
- 『嵐の孤児 名作物語』偕成社 1947
- ジェイムズ・フェニモア・クーパー原作『モヒカン族の最後』講談社 世界名作全集 1952
- パレット 原作『魔境千里』講談社 世界名作全集 1953
- クーパー 原作『開拓者バンボー』深尾徹哉絵 講談社 世界名作全集 1956
- スチブンソン原作『黒い矢』上西憲康絵 講談社 世界名作全集 1956
- レスリー・チャータリス原作『ねらわれる男』古賀亜十夫絵 講談社 少年少女世界探偵小説全集 1957